# Championnat du Nigeria de football 1992
Navigation
Saison précédente Saison suivante
La saison 1992 du Championnat du Nigeria de football est la deuxième édition de la première division professionnelle au Nigeria à poule unique, la First Division League. Seize clubs prennent part au championnat qui prend la forme d'une poule unique où toutes les équipes se rencontrent deux fois au cours de la saison. En fin de saison, les deux derniers du classement sont relégués et remplacés par les deux meilleurs clubs de Division II, la deuxième division nigériane.
C'est le club de Stationery Stores qui termine en tête du classement final, avec un seul point d'avance sur le Shooting Stars FC et six sur Iwuanyanwu Nationale. C'est le 1er titre de champion du Nigeria de l'histoire du club. Le tenant du titre, Julius Berger FC, ne termine qu'à la huitième place du classement, à dix-sept points du nouveau champion.

## Les clubs participants
| - Julius Berger FC - Shooting Stars FC - Plateau United - Calabar Rovers - BCC Lions - Bendel Insurance - Enugu Rangers - ACB Lagos | - Bendel United - Kano Pillars - Iwuanyanwu Nationale - Obanta United - El-Kanemi Warriors - Promu de Division II - Ranchers Bees - Stationery Stores - Udoji United FC - Promu de Division II |

## Compétition
Le barème de points servant à établir le classement se décompose ainsi :
- Victoire : 3 points
- Match nul avec buts : 2 points
- Match nul 0-0 : 1 point
- Défaite : 0 point

### Classement
| Rang | Équipe                 | Pts | J  | G  | N    | P  | Bp | Bc | Diff |
| ---- | ---------------------- | --- | -- | -- | ---- | -- | -- | -- | ---- |
| 1    | Stationery Stores      | 63  | 30 | 14 | 9/3  | 4  | 35 | 18 | +17  |
| 2    | Shooting Stars FCC3    | 62  | 30 | 17 | 4/3  | 6  | 31 | 19 | +12  |
| 3    | Iwuanyanwu Nationale   | 57  | 30 | 16 | 2/5  | 7  | 31 | 22 | +9   |
| 4    | Udoji United FCP       | 54  | 30 | 13 | 5/5  | 7  | 31 | 21 | +10  |
| 5    | El-Kanemi Warriors'P'C | 54  | 30 | 14 | 5/2  | 9  | 31 | 23 | +8   |
| 6    | Enugu Rangers          | 50  | 30 | 13 | 1/9  | 7  | 31 | 20 | +11  |
| 7    | Calabar Rovers FC      | 48  | 30 | 12 | 5/2  | 11 | 26 | 21 | +5   |
| 8    | Julius Berger FCT      | 46  | 30 | 11 | 4/5  | 10 | 23 | 21 | +2   |
| 9    | ACB Lagos FC           | 44  | 30 | 9  | 6/5  | 10 | 23 | 26 | -3   |
| 10   | BCC Lions              | 44  | 30 | 10 | 5/4  | 11 | 25 | 31 | -6   |
| 11   | Bendel Insurance       | 43  | 30 | 11 | 4/2  | 13 | 29 | 24 | +5   |
| 12   | Kano Pillars           | 38  | 30 | 10 | 2/4  | 14 | 22 | 30 | -8   |
| 13   | Plateau United         | 37  | 30 | 7  | 7/2  | 14 | 26 | 29 | -3   |
| 14   | Obanta United          | 37  | 30 | 10 | 2/3  | 15 | 25 | 33 | -8   |
| 15   | Bendel United          | 33  | 30 | 7  | 1/10 | 14 | 15 | 28 | -13  |
| 16   | Ranchers Bees          | 17  | 30 | 3  | 4/0  | 23 | 14 | 44 | -30  |

|  | Qualification pour la Coupe des clubs champions 1993                                                                         |
|  | Qualification pour la Coupe des Coupes 1993                                                                                  |
|  | Qualification pour la Coupe de la CAF 1993                                                                                   |
|  | Qualification pour la Coupe de l'UFOA 1993                                                                                   |
|  | Relégation en Division Two                                                                                                   |
|  | T : Tenant du titre C3 : Vainqueur de la Coupe de la CAF 1992 C : Vainqueur de la Coupe du Nigeria P : Promu de Division Two |

## Bilan de la saison
| Championnat du Nigeria de football 1992 |                               |
| Champion                                | Stationery Stores (1er titre) |
| Coupes et trophées                      |                               |
| Vainqueur de la Coupe du Nigeria 1992   | El-Kanemi Warriors            |
| Qualifications continentales            |                               |
| Coupe des clubs champions 1993          | Stationery Stores             |
| Coupe des Coupes 1993                   | El-Kanemi Warriors            |
| Coupe de la CAF 1993                    | Shooting Stars FC (tenant)    |
| Coupe de l'UFOA 1993                    | Bendel Insurance              |
| Promotions et relégations               |                               |
| Promus en First Division                | Sharks FC                     |
| Promus en First Division                | Concord FC                    |
| Relégués en Division II                 | Bendel United                 |
| Relégués en Division II                 | Ranchers Bees                 |